# Macedonius von Aquileia
Macedonius von Aquileia (* um 500 in Makedonien (?); † vor Februar 559) war vielleicht von 541 oder 547 bis 551, jedenfalls vor Februar 559, Erzbischof von Aquileia. Im Februar 559 war bereits sein Nachfolger Paulus I.  im Amt.
Als Papst Pelagius I. im Zuge des Dreikapitelstreits das 553 abgehaltene Zweite Konzil von Konstantinopel anerkannte und die Zweinaturenlehre verdammte, wandte sich Macedonius mit allen Bischöfen seiner Kirchenprovinz vom römischen Bischof ab. Macedonius und seine Bischöfe hielten an ihrem Glauben der zwei Naturen Jesu Christi – der göttlichen und der menschlichen – fest, wie es in den Drei Kapiteln formuliert war (zu den unterschiedlichen Lehren vom Wesen Jesu siehe Christologie). Macedonius’ Nachfolger erkannte die Lehre im Jahr 558 auf einem eigens einberufenen Konzil an.
Der Dreikapitelstreit dauerte von 532 bis 699 und wurde gleichfalls auf einer Kirchenversammlung beigelegt. Die Auseinandersetzung legte den Grundstein für die Sonderstellung der Patriarchen von Aquileia innerhalb der katholischen Kirche und war Grundlage für ihre spätere weltliche Macht. Die danach erfolgte Aufspaltung in ein Patriarchat von Aquileia und eines von Grado war eine Folge der Entscheidung des Macedonius.

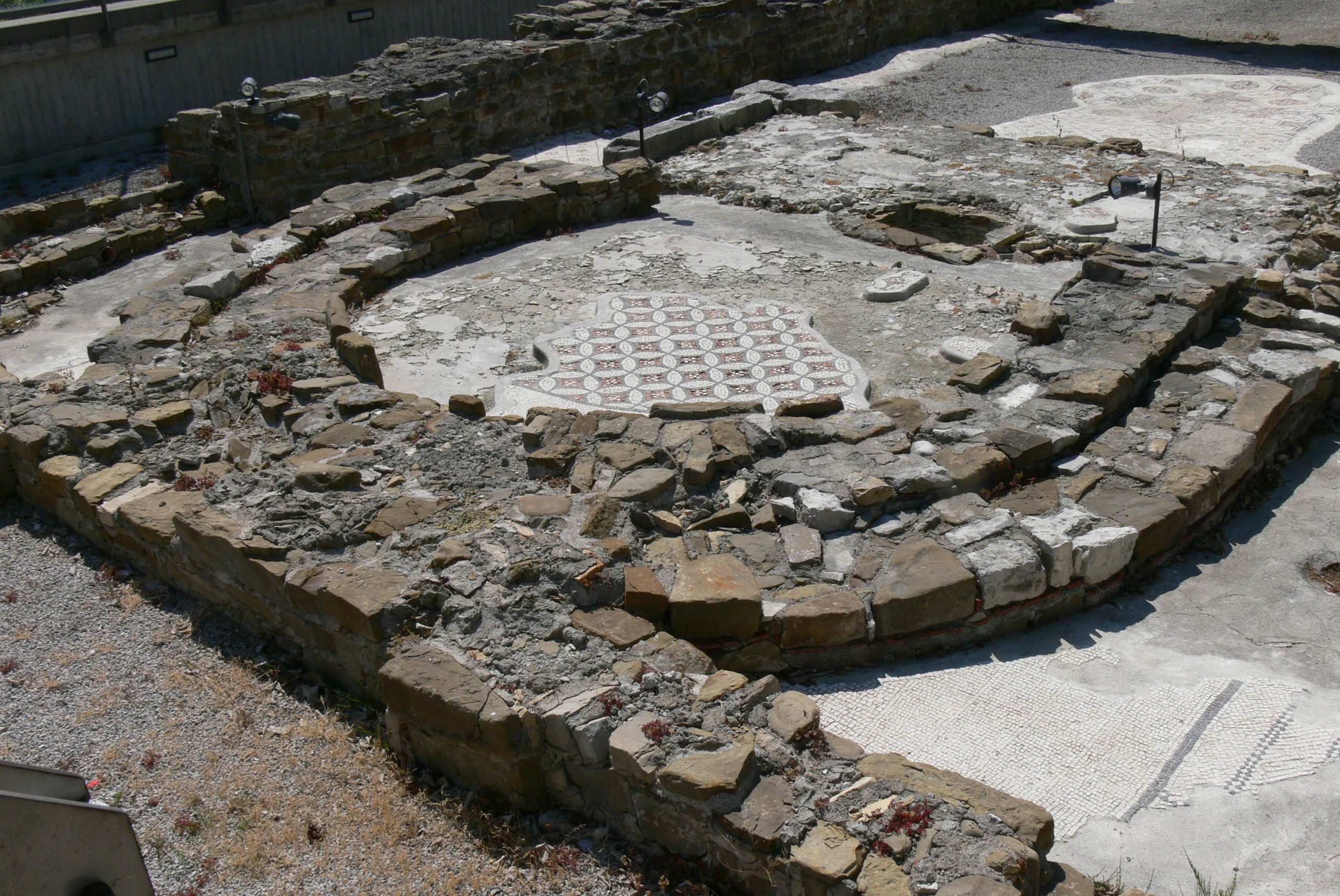
Überreste der Kirche San Giovanni Evangelista in Grado, die auf Macedonius zurückgeführt wird

Die zeitliche Einordnung des Episkopats des Macedonius basiert auf einer Bischofsliste in der Origo civitatum Italie seu Venetiarum, nach der er einem „Maurus“ im Amt folgte. Nach dieser Quelle war Macedonius 16 Jahre, 5 Monate und 6 Tage im Amt. Entsprechend dieser Liste müsste er kurz vor oder im Jahr 543 ins Amt gekommen sein. Ebenfalls nach der Origo war Macedonius der Gründer der Kirche San Giovanni Evangelista in Grado. In einer nur abschriftlich und teilweise überlieferten Urkunde von 546 oder 547 erscheint der Bischof als Zeuge in einer Urkunde aus Ravenna, deren Echtheit jedoch bezweifelt wurde.
In der sogenannten Extensa, der Chronik des Dogen Andrea Dandolo, heißt es: „Macedonius, episcopus Aquileie subrogatus est anno Domini nostri Iesu Christi Vc XXXIXo. Hic, nacione macedonicus, factus episcopus, multas tempore tribulaciones substinuit, et in Grado ecclesiam in honorem sancti Iohanis evangelista pulcro opere dedicavit.“ Darin heißt es außerdem: „Hic Macedonius episcopus dum sedisset annis XVI, mensibus V, diebus V, durante scismate defunctus est.“ Damit ergibt sich für Dandolo eine gegenüber der Origo civitatum Italie seu Venetiarum um einen Tag verkürzte Amtszeit in den Jahren 522/523 bis 539 sowie eine Herkunft aus Makedonien. Allerdings trat nach dem Verfasser Paulus, der Nachfolger des ‚Bischofs‘, sein Amt erst im Jahr 557 an.